# George Arnold
George Arnold (ur. 24 czerwca 1834 w Nowym Jorku, zm. 9 listopada 1865 w Monmouth County w stanie New Jersey) – poeta amerykański.

## Życiorys
Pisał artykuły, opowiadania i wiersze do magazynów Vanity Fair, Saturday Press, Weekly Review i The Leader. Był też autorem McArone Papers. Był znany jako bywalec lokalu Pfaff’s Beer Cellar, do którego chodzili wybitni ówcześni literaci, w tym Walt Whitman. Został pochowany na Greenwood Cemetery w Trenton, w Mercer County w New Jersey. Zarys biografii George’a Arnolda napisał William Winter, sprawujący edytorską pieczę nad wydaniami liryki poety. Tekst został zamieszczony jako wstęp do tomu Drift: a Sea-shore Idyl; and Other Poems.

## Twórczość
Dzieła poety były wydane w formie książkowej pośmiertnie. W roku 1866 ukazał się tomik Drift: a Sea-shore Idyl; and Other Poems, a w 1880 zbiór The Poems of George Arnold. Complete Edition. Najpopularniejszym wierszem George’a Arnolda jest utwór The Jolly Old Pedagogue. Innymi znanymi wierszami są Beer i Expression.